# Peter Mazur
Peter Mazur (Vienna, 11 dicembre 1922 – Losanna, 15 agosto 2001) è stato un fisico olandese.
Peter Mazur è stato un fisico olandese di origine austriaca e uno dei fondatori del campo della termodinamica del non equilibrio.
È il padre di Eric Mazur, professore di fisica all'Università di Harvard.

## Biografia
Il padre, Karl Georg Mazur, uomo d'affari, e la madre, Anna Zula Lecker, si spostarono spesso durante la giovinezza di Mazur. Nel 1931 la famiglia partì per Berlino, dove Peter frequentò il Französisches Gymnasium.

Due anni dopo la famiglia, di religione ebraica, lasciò la Germania per sfuggire alla crescente minaccia del nazionalsocialismo; dopo aver trascorso un anno in Svizzera, si trasferì a Parigi, dove Mazur frequentò il Lycée Janson de Sailly.
Nel 1939 la famiglia si trasferì a L'Aia, ma nel 1940 gli occupanti nazisti non permisero più agli ebrei di vivere vicino alla costa e la famiglia si trasferì a Zeist. Nel 1942 Mazur e la sua famiglia si nascosero e Peter trascorse tre anni in varie fattorie della campagna olandese sino alla fine della seconda guerra mondiale quando poté si riunirsi ai suoi genitori.
Dopo la fine della guerra, Mazur studiò chimica all'Università di Utrecht. Nel 1951, conseguì il dottorato con una tesi sulla Termodinamica dei fenomeni di trasporto in elio liquido in accordo con i risultati degli esperimenti effettuati presso il Kamerlingh Onnes Laboratory di Leida.
Nel 1954, Mazur divenne professore associato all'Università di Leida. Nel 1955, insieme a de Groot, fondò il Lorentz Institute for Theoretical Physics presso l'Università di Leida e nel 1963 ne divenne direttore ricoprendo questa posizione fino al 1988.

## Lavori scientifici
All'Università di Leida, Mazur ha studiato le basi molecolari classiche e quantistiche della Termodinamica del non equilibrio con la pubblicazione con de Groot del libro Nonequilibrium Thermodynamics.
Il lavoro di Mazur negli anni successivi affrontò una serie di problemi di Meccanica statistica. Per descrivere la diffusione di grandi particelle nei fluidi nel 1974 introdusse, insieme a Dick Bedeaux, il concetto di forze indotte. Questo concetto è stato utilizzato per derivare generalizzazioni del teorema di Faxén e per sviluppare una teoria per la viscosità di una sospensione.
Nel 1976 Mazur, insieme a Bedeaux e Alfonso Albano, fornì la prima formulazione sistematica della Termodinamica di non equilibrio per le superfici.
Intorno al 1982 Mazur, Wim van Saarloos e Carlo Beenakker hanno sviluppato un metodo algebrico per descrivere con successo le interazioni idrodinamiche tra un numero arbitrario di particelle utilizzando forze indotte.
Nel 1991, insieme a Bedeaux, ha derivato l'equazione di Langevin per una particella browniana utilizzando solo la causalità e l'invarianza temporale. Dal 1994 al 2000, Mazur, insieme a J. Miguel Rubi, ha utilizzato il metodo dei gradi di libertà interni per descrivere le fluttuazioni nel contesto della termodinamica di non equilibrio.
Ancora nel 2001, insieme a Bedeaux, ha sviluppato la termodinamica non di equilibrio per i sistemi quantistici.

## Incarichi accademici
Mazur ha fatto parte dei consigli di amministrazione dell'Unione Internazionale di Fisica Pura e Applicata (1966-84) e della Fondazione olandese per la ricerca fondamentale sulla materia (1970-85).
Nel 1987, la Regina Beatrice lo ha nominato Cavaliere dell'Ordine del Leone dei Paesi Bassi.
Nel 1970 Mazur è diventato membro dell'Accademia reale olandese delle arti e delle scienze.